# Hantu kapit
Espèce
Hantu kapit est une espèce d'araignées aranéomorphes de la famille des Pholcidae.

## Distribution
Cette espèce est endémique du Sarawak en Malaisie.

## Description
Le mâle holotype mesure 2,4 mm.

## Étymologie
Son nom d'espèce lui a été donné en référence au lieu de sa découverte, Kapit.

## Publication originale
- Huber, 2016 : A new genus of ground and litter-dwelling pholcine spiders from Sarawak (Araneae, Pholcidae). European Journal of Taxonomy, vol. 186, p. 1-15 (texte intégral).